# Anello di Lierna

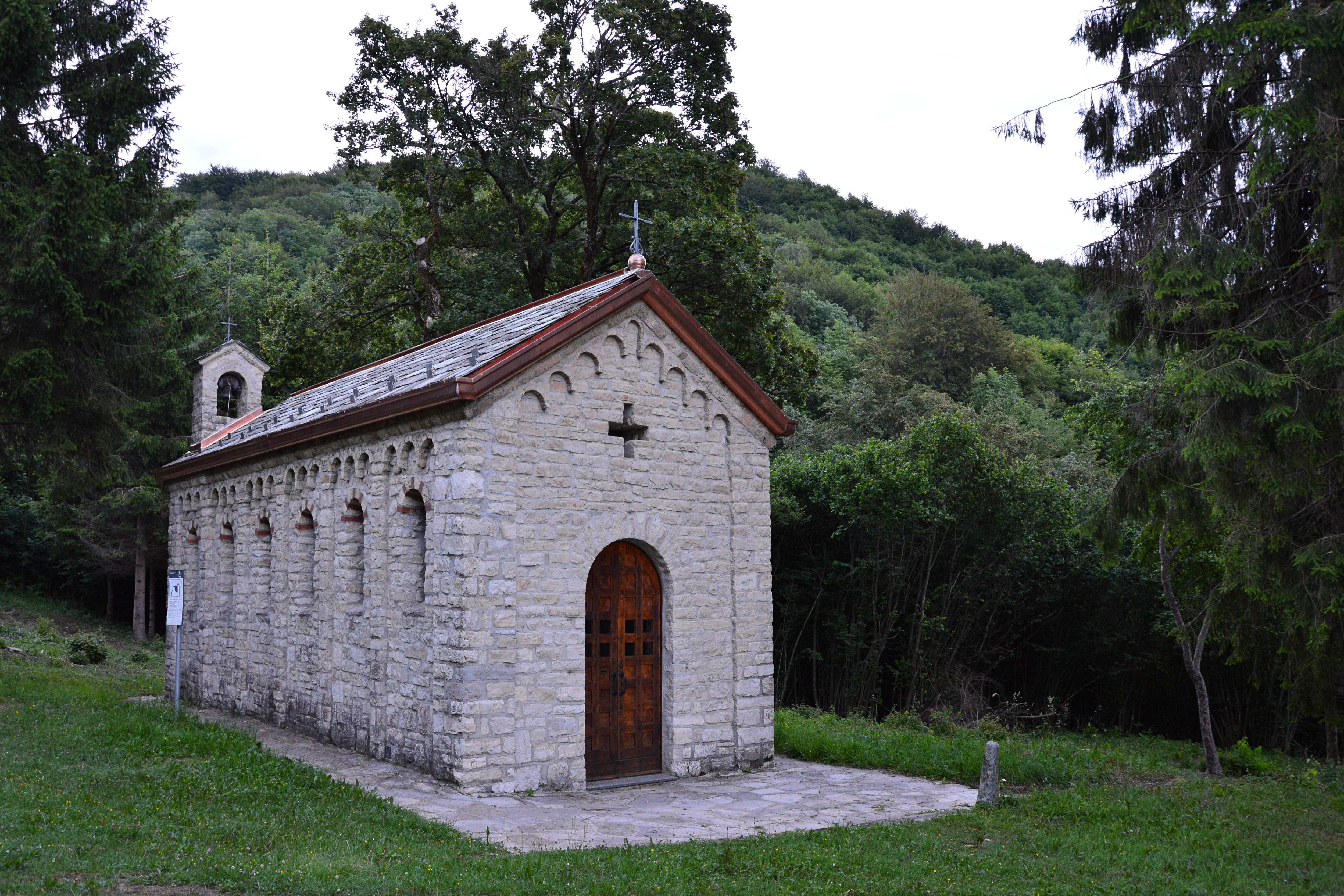
Церковь Святого Петра

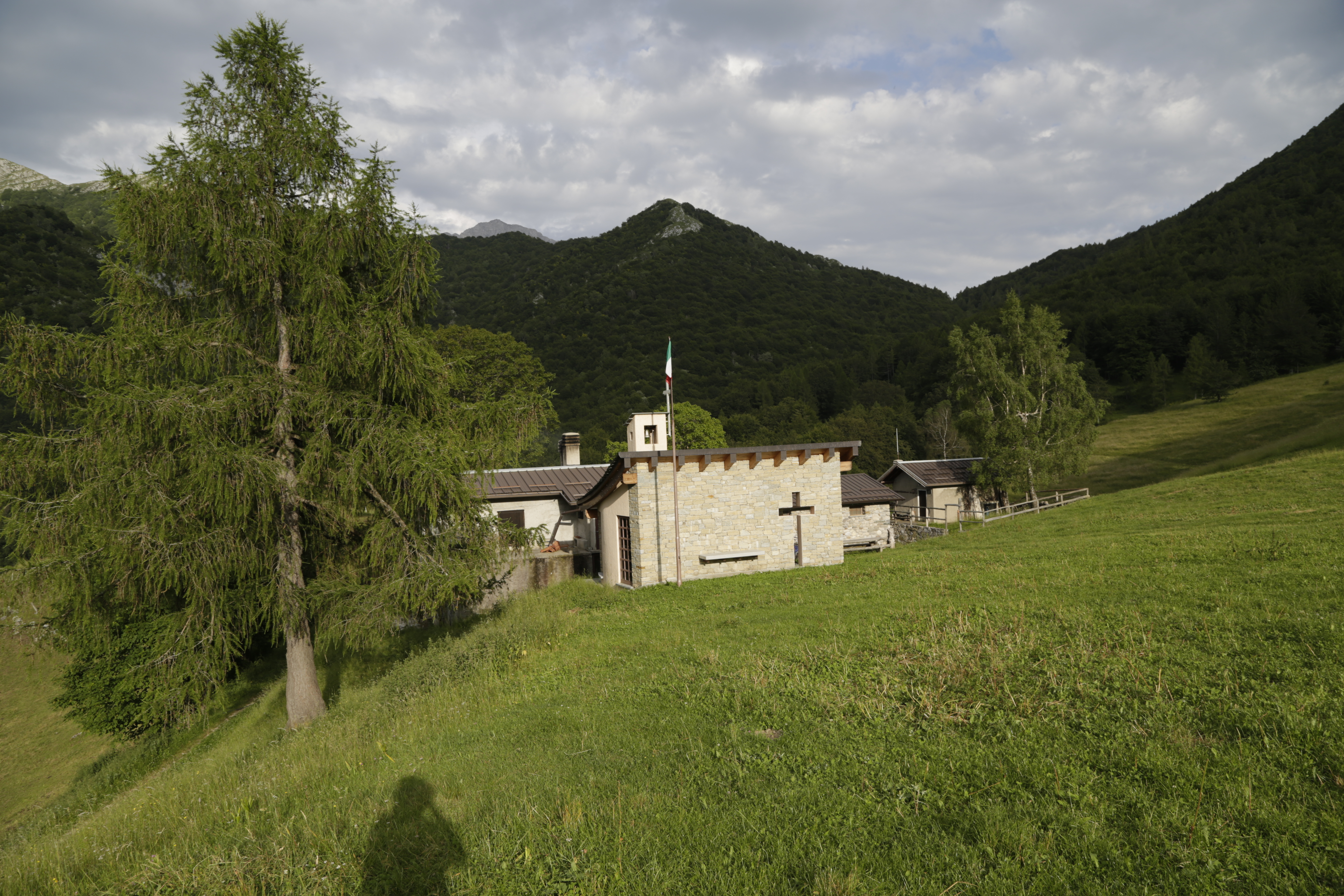
Alpe di Lierna

Circle of Leonardo da Vinci (Круг Леонардо да Винчи) или Анелло ди Лиерна (Anello di Lierna) — это популярная пешеходная тропа в регионе Ломбардия в Италии. Она расположена на восточной стороне озера Комо. Тропа имеет форму кольца и начинается и заканчивается возле города Лиерна. Вход на тропу находится с Сентьеро-дель-Вианданте, более длинной пешеходной тропы, которая простирается от Провинции Лекко до Провинции Сондрио. Анелло ди Лиерна находится примерно в 20 км в длину.
Тропа уходит в горы за Лиерной. Они известны как «Альпе ди Лиерна». Тропа также проходит мимо небольшой церкви, посвященной Святому Петру. Её название на итальянском языке «Chiesetta di San Pietro».